# Terra Mítica
Terra Mítica es un parque temático situado en Benidorm (Alicante, Comunidad Valenciana, España). 
Su temática se basa en antiguas civilizaciones del Mediterráneo, representadas en cinco zonas temáticas: Egipto, Grecia, Roma, Las Islas e Iberia. Sus principales atracciones son Magnus Colossus, una montaña rusa de madera cerrada en 2016 por sus altos costes de mantenimiento; Titánide, una montaña rusa invertida con 5 inversiones; El Vuelo del Fénix, una torre de caída libre de 54 metros de altura; Synkope, un péndulo gigante; La Furia de Tritón, un splash con dos caídas de 10 y 15 metros de altura; Inferno, una montaña rusa de cuarta dimensión fabricada por Intamin Amusement Rides, y el Laberinto del Minotauro, una dark ride interactiva.

## Historia
Los terrenos sobre los que posteriormente se asentaría el parque consistían en un área de unas 450 hectáreas de terreno no urbanizable de especial protección forestal, situada al norte de Benidorm y al sur de Finestrat y La Nucía, términos municipales de la comarca alicantina de la Marina Baja.
En agosto de 1992 se produjo en la zona un incendio muy sospechoso de grandes dimensiones que, en la opinión de una parte de la población local, fue intencionado, aunque esto nunca ha llegado a demostrarse judicialmente.
En 1996 se creó la sociedad pública Sociedad Parque Temático de Alicante S.A., la cual sería beneficiaria de la expropiación de una superficie de alrededor de 10 millones de metros cuadrados. Esta sociedad gestionaría las concesiones de suelo a las diferentes empresas privadas que explotarían las diferentes instalaciones que se ubicasen, que en un primer momento fueron: el parque temático, que fue adjudicado a Terra Mítica S.A, dos grandes campos de golf, un parque de la naturaleza y una zona hotelera, (con cerca de 2500 plazas hoteleras).
El parque ha sufrido enormes cambios desde su apertura en el año 2000. Comenzó siendo el proyecto más ambicioso de Europa. La intención era hacer un parque espectacular a la vista y a los sentidos. Todo se estimulaba en aquel Terra Mítica de 2000 y 2001, la vista, el oído, el olfato, el tacto y el gusto. El parque se construyó de forma vertiginosa, y muchos proyectos quedaron en la recámara. 

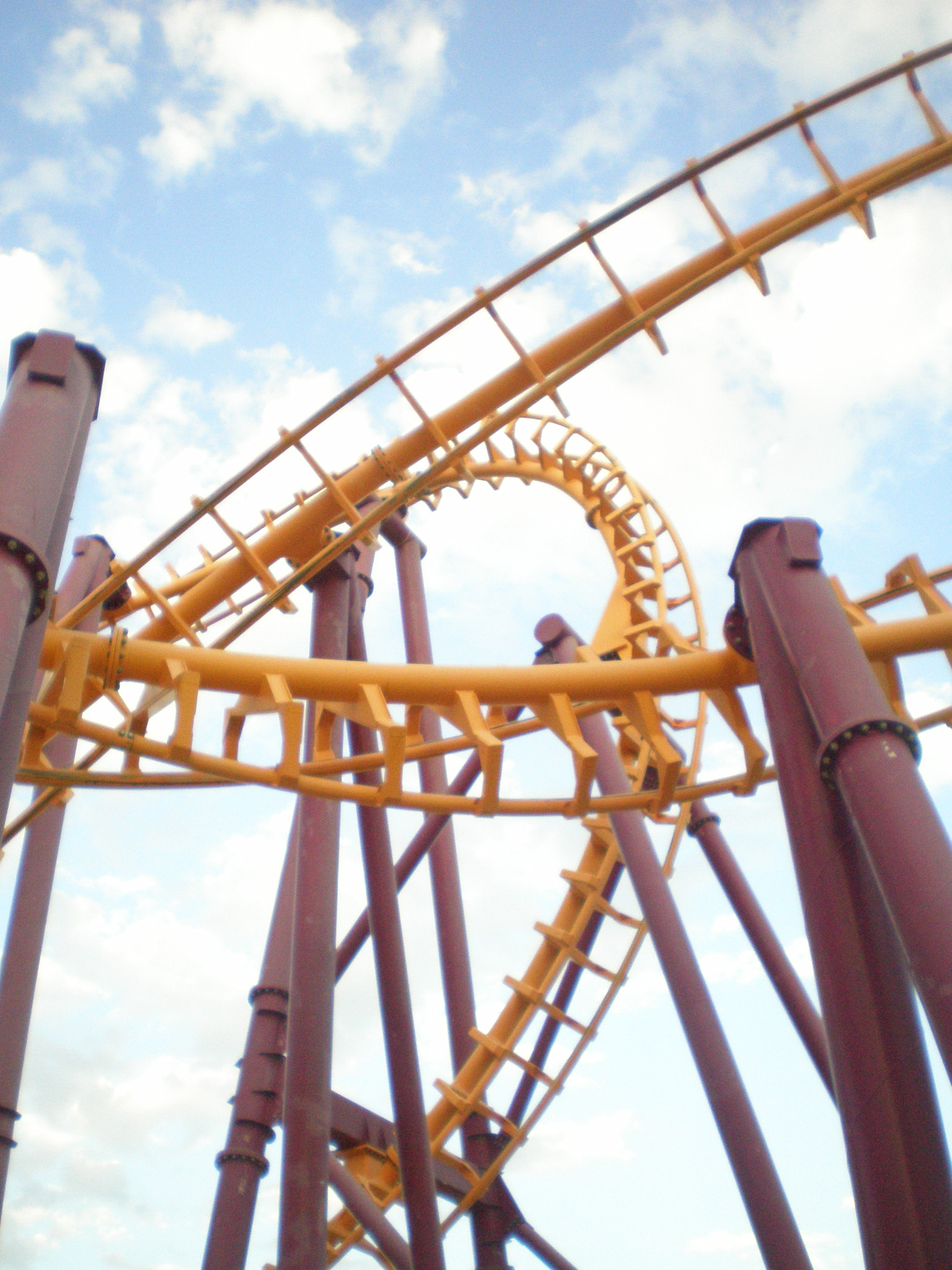
La maraña de vías de la atracción Titánide.

### Periodo Paramount
En 2002 se intentó dar un empujón al parque con la entrada y la contribución de Paramount Parks al accionariado.
El parque estaba diseñado para albergar 3 millones de visitas anuales, y en aquellos momentos rondaba los 2 millones, así que en 2003 se tomaron decisiones drásticas que cambiarían el futuro del parque.
El proyecto de montaña rusa invertida que se tenía pensado construir para 2002 y que poseería 5 récords mundiales (mayor altura, 75 metros; mayor caída con la base soterrada, 75 metros; montaña rusa invertida más larga del mundo, 1200 metros; montaña rusa invertida más rápida, 115 km/h; y montaña rusa invertida con mayor cantidad de inversiones, 9 en total), tuvo que ser cancelada por su excesivo coste, pues el parque ya comenzaba a notar el peso de la deuda acumulada, y se optó por un modelo estándar (SLC+ de Vekoma), que tiene muy buena acogida por el público de otros parques del mundo. Existen varias copias en todo el globo. Es un modelo que ocupa poco espacio, pues es compacto, pero alcanza los 33 metros y una velocidad máxima de 88 km/h. El recorrido tiene una longitud de 689 metros, en el que se dibujan 5 figuras en las que los usuarios viajan bocabajo. Fue inaugurada en 2003 con el nombre de Tizona, pero en 2009, coincidiendo con el cierre parcial de la zona de Iberia, fue trasladada a Grecia y renombrada como Titánide.

### Suspensión de pagos
En 2004 se decidió reducir la temporada de apertura de marzo a noviembre, y fue el año en el que el parque entró en suspensión de pagos para evitar la quiebra, ya que arrastraba deudas de unos 100 millones de euros. Aun con la imagen de Paramount, que se embolsaba una importante suma de dinero  por el uso de su imagen y no por la gestión, el parque no remontaba, por lo que los accionistas decidieron rescindir el contrato con la cinematográfica un año antes de su expiración. En ese año se construyó una nueva atracción: Synkope, cuya apertura se retrasó hasta el final de la temporada, por lo que se optó por celebrar la gran inauguración en 2005 y aprovechar el tirón con una campaña agresiva que tuvo como imagen al humorista Florentino Fernández.
El objetivo de la campaña del año 2006 fue reflotar el parque. Se hicieron recortes en el gasto y varios cambios respecto a los espectáculos. También se decidió construir una nueva atracción en el área de Las Islas: La Cólera de Akiles. Finalmente, en 2006 el parque consiguió beneficios operativos por valor de 600.000 €. Un acuerdo entre cajas y acreedores permitió levantar la suspensión de pagos y con ella la losa de 260 millones, hasta dejarlos en 20 millones con la venta de los terrenos de expansión del parque.
En el año 2007 Terra Mítica ingresó 19 millones de euros, gracias principalmente a la venta de terrenos. Se inauguró Inferno, una montaña rusa 4D, única en España, e Infinito, una torre de 100 metros de altura con vistas panorámicas de Benidorm. El propósito de la directiva era alcanzar como mínimo el millón de visitantes. Además, se creó una división para organizar eventos y celebraciones de todo tipo: bodas, cenas de empresa y todo tipo de banquetes, para explotar también el potencial del parque cuando este estaba cerrado. 
Con todo ello, se pretendía que Terra Mítica quedara consolidado como el parque temático de la Comunidad Valenciana, Región de Murcia y Castilla-La Mancha, con un futuro sólido y estable.
A comienzos de 2009, el director general de Terra Mítica, John Fitzgerald, presentó su dimisión desde Estados Unidos mediante un correo electrónico. Esta circunstancia provocó que la planificación de la décima temporada del parque se viera afectada y se desarrollara de forma menos estructurada de lo habitual. La junta directiva decidió contratar al economista Juan José de Torres, quien anteriormente había dirigido el Oceanogràfic de Valencia y el Parque Warner Madrid. De Torres se incorporó en el verano de 2009 y empezó a movilizar el parque buscando conseguir beneficios operativos a corto plazo, añadiendo nuevos espectáculos, reabriendo atracciones cerradas y lanzando promociones.
El 6 de marzo de 2010 comienza una nueva temporada en la que se confirma la llegada al parque de nuevos personajes que se unirían a Mític, Cuca y Babá, las mascotas del parque. Los personajes que se incorporaron fueron: La abeja Maya, Vickie el vikingo, Heidi y sus amigos. Sin embargo, el parque seguía arrojando pérdidas y se planteó la idea de ponerlo en venta. Finalmente se alquiló durante 10 años al grupo Aqualandia-Mundomar, dejando de lado otras opciones como Parques Reunidos y Aspro.

### Venta a Aqualandia y cierre de Magnus Colossus
En 2012, Terra Mítica fue vendido a la empresa Aqualandia por 67 millones de euros. El complejo costó a las arcas públicas y el sector financiero valencianos un mínimo de 377 millones. En 2015 la montaña rusa de madera Magnus Colossus fue clausurada por el alto coste de mantenimiento debido a la dilatación de la madera por el calor.

### Pandemia por el COVID-19 y actualidad
La temporada 2020, en plena pandemia de Covid-19 y cuando ya volvían a abrir sus puertas los parques temáticos españoles, Terra Mítica no dio ninguna información sobre si el parque iba a estar abierto y finalmente el parque permaneció cerrado durante todo el verano de 2020. En 2021 confirmaron que el parque reabriría sus puertas, empezando por las aéreas de Iberia y Islas, y así fue como el 3 de julio de 2021 el parque volvió a abrir al público tras dos años de parón.

## Zonas temáticas
Terra Mítica es un parque temático basado en las antiguas civilizaciones del Mediterráneo.

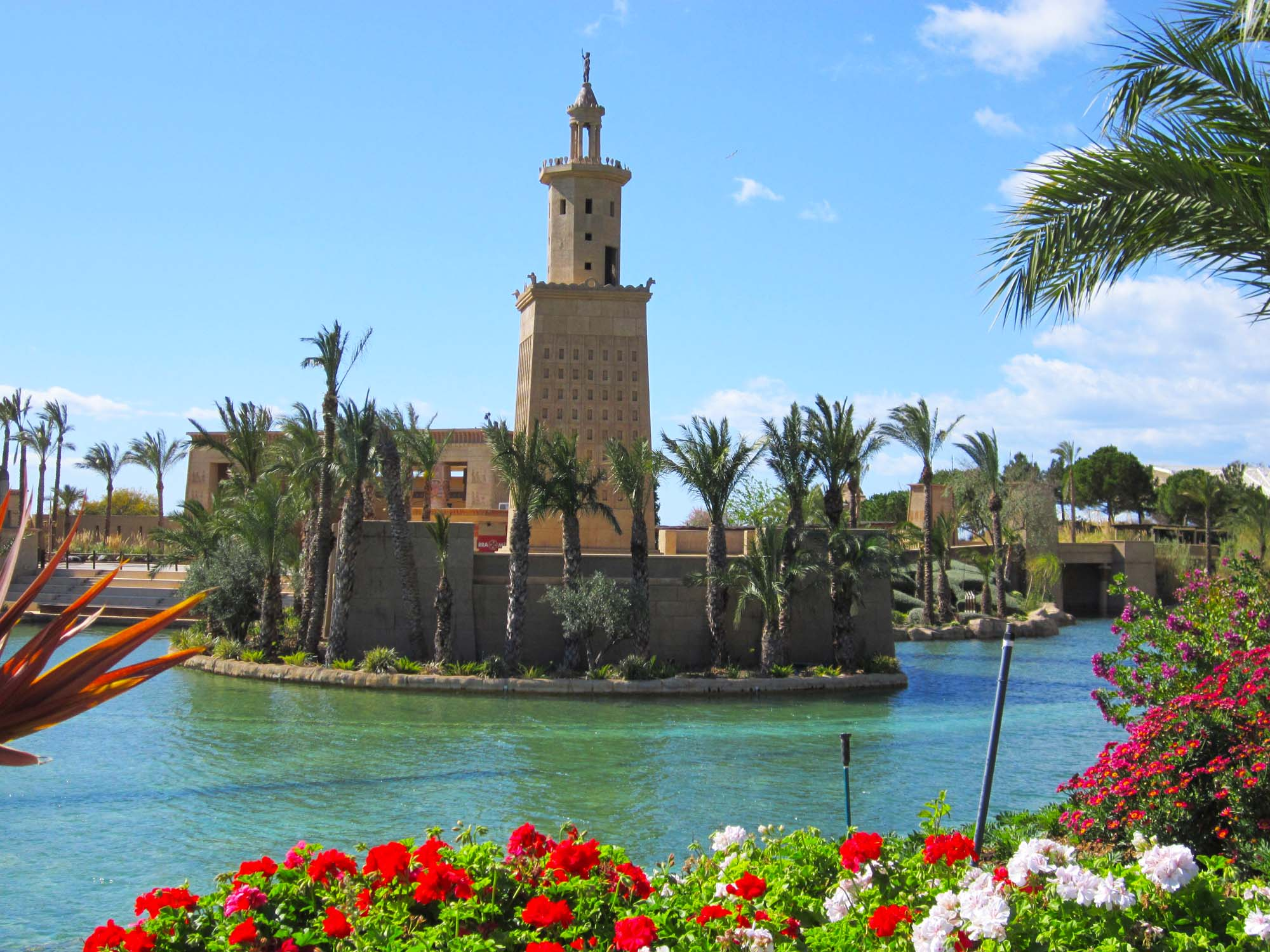
Faro de Alejandría, uno de los símbolos del parque. Está ubicado en la zona de Egipto.

El parque se divide en cinco zonas temáticas: "Egipto", "Grecia", "Roma", "Iberia" y "Las Islas". Estas dos últimas fueron separadas de Terra Mítica en 2013 para constituir una zona de ocio independiente: Iberia Park. En 2022 el parque se volvió a reunificar. Cada zona busca reproducir fielmente detalles de las civilizaciones y culturas mediterráneas para conseguir una inmersión máxima. A lo largo del parque se pueden encontrar réplicas exactas de puentes y monumentos artísticos e históricos. 
En el parque hay un total de 33 atracciones y varios espectáculos que varían según la temporada. La intensidad de emoción de cada atracción viene representada por colores para facilitar la planificación del recorrido a sus visitantes:  
- Rojo: intensidad fuerte
- Amarillo: intensidad media
- Verde: intensidad suave
- Azul: Atracción indicada para el público infantil

### Egipto
Es la zona de bienvenida al parque. Tiene una superficie de 76.881m² y en ella descubrimos el Egipto de los faraones. Nada más entrar en el parque se puede contemplar el pórtico del Templo de Jonsu en Karnak, en el que aparece el faraón haciendo diferentes ofrendas a las dioses. Parte de este pórtico se puede visitar en el Museo Egipcio de Berlín. Una vez dentro del parque, el visitante puede contemplar el obelisco "Aguja de Cleopatra" (cuyo original se encuentra en la actualidad en Londres), y una réplica del faro de Alejandría, así como una recreación de la pirámide de Keops.

#### Atracciones
| Atracción            | Tipo               | Descripción |
| -------------------- | ------------------ | --- |
| Puerto de Alejandría | Paseo acuático     | Disfruta de las vistas desde las naves Seker y Henu, que parten de la orilla egipcia con destino a Iberia. Una plácida travesía por el mar Mediterráneo en la que entrarás en contacto con los paisajes marítimos del parque y sus costas. Un paseo panorámico que puede servir como una primera toma de contacto con el Parque. |
| Río Nilo             | Zona acuática      | El calor no tienen cabida en Terra Mítica. Río Nilo, Jacuzzi del Nilo y la Laguna son tres espacios pensados para la diversión y el relax de toda la familia. Este año, no te olvides tu bañador y disfruta de las novedades que ofrece el Río Nilo.                                                                             |
| Cataratas del Nilo   | Log flume          | Deslízate por una montaña rusa de agua en los sarcófagos del Faraón. A ti no te embalsamarán, pero te aseguramos que saldrás empapado en esta atracción, especialmente si te sitúas al final del vehículo. Prepárate para sentir el vértigo en sus dos caídas, la primera desde casi 20 m, y la segunda, de espaldas desde 10 m. |
| Akuatiti             | Log flume          | Los más pequeños también podrán disfrutar de un paseo por las cataratas del Nilo en sarcófagos biplazas. Pero tranquilos, para que los niños no se asusten, en esta atracción se han suprimido las caídas de su hermana mayor, y los giros no permiten salir tan empapado.                                                       |
| Infinnito            | Intamin gyro tower | Esta atracción ofrece unas vistas muy privilegiadas de Terra Mítica, Benidorm y el Mediterráneo, mientras giras y subes. |

#### Espectáculos
| Espectáculo        | Tipo                   | Descripción |
| ------------------ | ---------------------- | --- |
| El sueño de Egipto | Espectáculo callejero  | La vida de la joven Samira está a punto de cambiar. ¿Se convertirán los sueños de esta muchacha en realidad? Un espectáculo multidisciplinar y de una gran riqueza artística para poner el broche de oro a la jornada en Terra Mítica. |
| El carro de Hamal  | Espectáculo itinerante | Otra cosa no, pero en el antiguo Egipto hace calor, ¿y cómo solucionamos esto? Pues llamando a los “Aguadores de Karnak”, dos personajes locos que estos no dudarán en refrescar a todo aquel que lo desee.                            |
| Mercaderes         | Espectáculo itinerante | Antonino siempre va acompañado de su carrito repleto de mercancía dispuesto a querer hacer negocio con todo aquel que se encuentre en su camino.                                                                                       |

### Grecia
Tiene una superficie de 59.197 m². En esta área se pueden encontrar 3 escenarios característicos y muy representativos de la cultura y la fantasía mítica de la civilización griega: El ámbito de los Juegos Olímpicos, donde se recrea el renacer de las modernas olimpiadas; el ágora de Atenas, creando el ambiente de las plazas de antaño donde se reunían matemáticos, filósofos y artistas buscando espacio donde charlar, comprar y convivir; y El escenario de Creta o el arco de Micenas, con su famoso Laberinto del Minotauro. Se pueden ver réplicas de templos y plazas griegos, diferentes palacios, la puerta de los leones de Micenas...

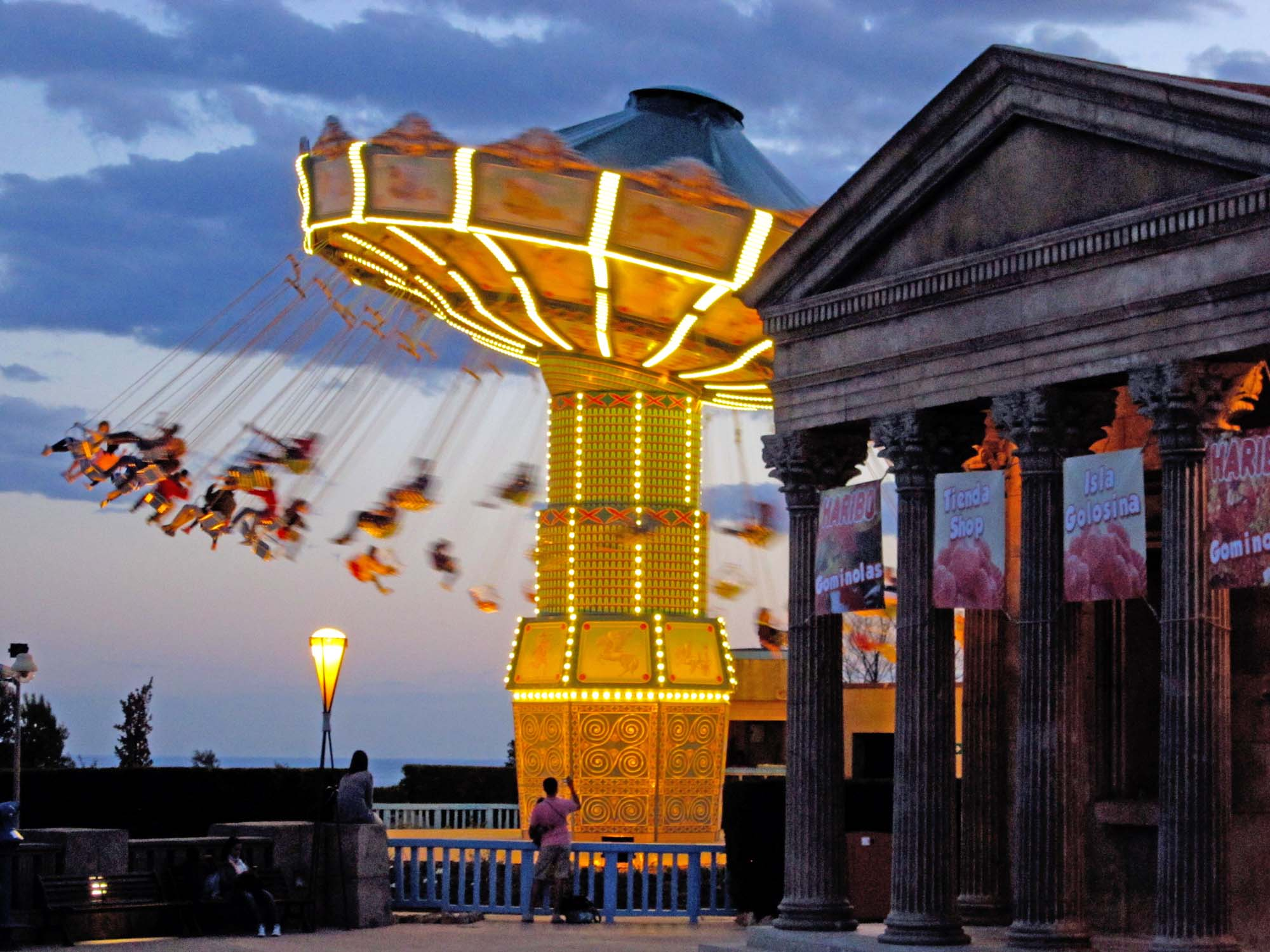
Imagen nocturna de Los Ícaros.

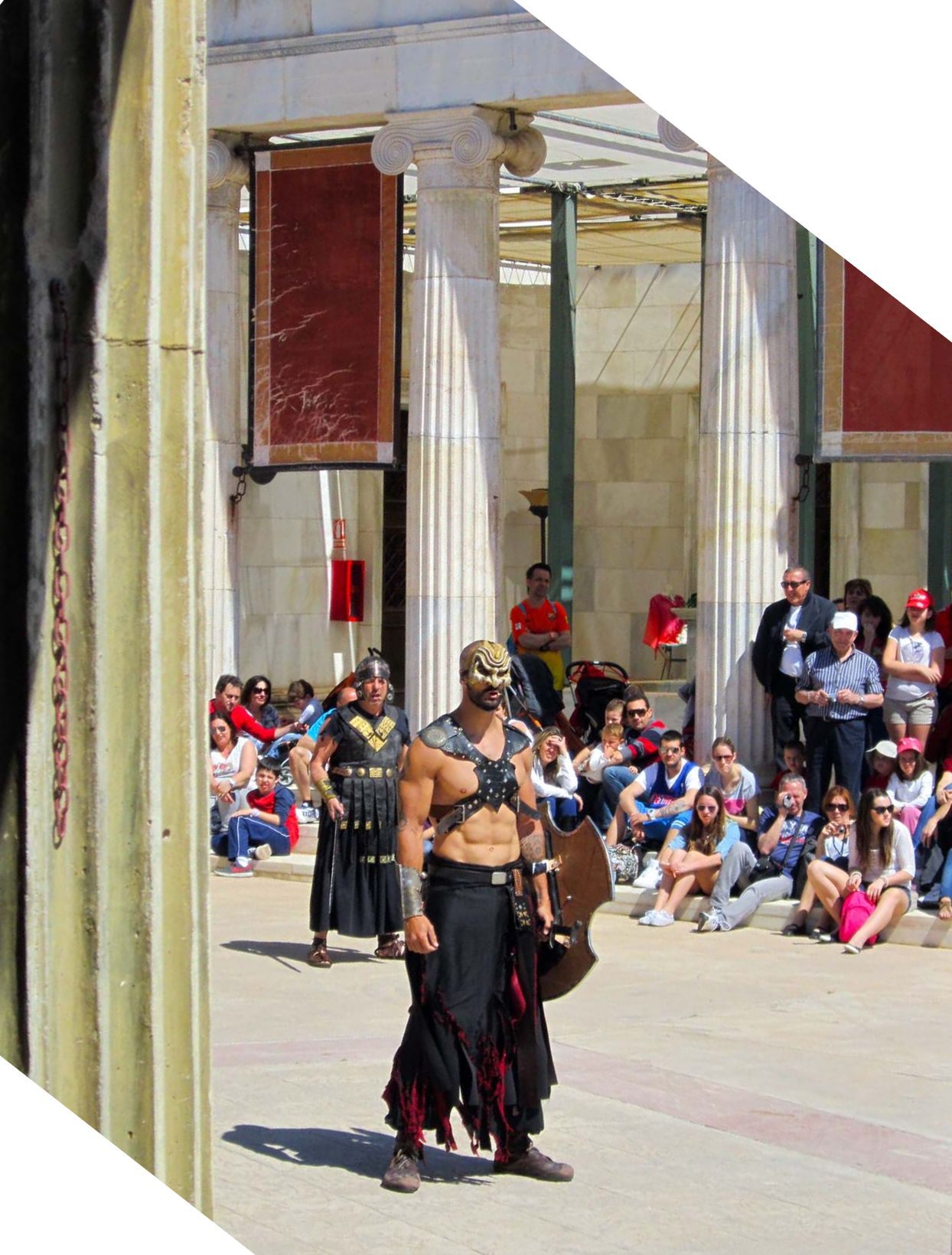
Espectáculo callejero de combate con espadas y otras armas.

#### Atracciones
| Atracción               | Tipo                  | Descripción |
| ----------------------- | --------------------- | --- |
| Laberinto del Minotauro | Dark ride interactiva | Los pasajeros que se adentran en el laberinto, se enfrentan a las mismas pruebas que Teseo, pero esta vez tienen a su alcance unas pistolas de luz láser con las que derribar a todos los aterradores compañeros del minotauro. La atracción está compuesta por un total de 76 criaturas animatrónicas, incluyendo 14 hidras, ninfas, un descomunal dragón y una manada de pterodáctilos, entre otros. |
| Templo de Kinetos       | Cine 5D               | Cine en 5 dimensiones donde experimentarás una carrera de coches y una de naves espaciales sin salir del templo. |
| La Furia de Tritón      | Splash                | Dos refrescantes caídas de 10,5 y 15 m de altura, en una escenografía tomada de la literatura de aventuras marítimas que relataba los viajes de los antiguos cretenses y micénicos. |
| Los Ícaros              | Sillas voladoras      | Tres filas de columpios sobre los que se flota suavemente mientras se gira, subiendo y bajando, y se disfruta de unas vistas del parque, con las playas y rascacielos de Benidorm al fondo. |
| Alucinakis              | Kiddie hybrid coaster | Réplica infantil de Magnus Colossus. Los raíles y la estructura, igual que en su hermana mayor, son de madera, y reproducen los carriles que surcaban las minas romanas. |
| Synkope                 |                       | Péndulo que gira a 90 km/h a una altura de 35 metros. Balanceándose hasta formar un ángulo de 120° sobre el suelo. |
| Titánide                | Inverted coaster      | Montaña rusa invertida que alcanza 100 km/h con un vertiginoso descenso desde 31 metros de altura y 5 inversiones. Fabricada por Vekoma. |

#### Espectáculos
| Espectáculo                    | Tipo                   | Descripción |
| ------------------------------ | ---------------------- | --- |
| Issos                          | Espectáculo callejero  | Noviembre, 333 a. C. Después de más de diez años de Guerra, Alejandro Magno está a punto de asestarle el golpe final a Darío III y su ejército de Inmortales en la legendaria Batalla de Issos. La Batalla de Issos fue una victoria decisiva para Grecia qué encumbró aún más la mítica figura del gran Alejandro Magno. |
| Escuela de héroes              | Espectáculo callejero  | La escuela de héroes más famosa de Grecia abre sus puertas a nuevos candidatos. Este año el entrenamiento es nuevo y viene cargado de sorpresas. |
| Dionisíacas                    | Espectáculo callejero  | Según la leyenda, fue Dionisos quien enseñó a los hombres a cultivar la vida y a fabricar el vino. Moría cada invierno y resucitaba en la primavera, y con él renacían también los frutos de la tierra. Para celebrar esta resurrección las ménades organizaban grandes festejos en honor al dios.                        |
| Los cuentos del Plaka          | Espectáculo callejero  | Dos divertidos trotamundos, llegan hasta el Plaka para contarnos las historias que han vivido en sus viajes. |
| Diógenes                       | Espectáculo itinerante | Este pobre griego, con barba blanca y dentro de un tonel que lleva colgado se pasea por Grecia predicando su doctrina o buscando su cuenco para el agua. Diógenes era un filósofo cínico que opinaba que la propiedad era un impedimento para la vida o despreciaba los placeres mundanos.                                |
| Filípides, corredor de Maratón | Espectáculo itinerante | La animación nos presenta a Filípides, un guerrero que se pasea por Grecia, buscando la dirección correcta para ir a Maratón. Se ha perdido e interroga a la gente para saber dónde ir. |

### Roma
En esta zona del parque se encuentran dos zonas diferenciadas: La Frontera y La Ciudad, con una réplica del Circo Máximo. Con una extensión de 100.985 m², es la zona más extensa del parque.

#### Atracciones
| Atracción         | Tipo                             | Descripción |
| ----------------- | -------------------------------- | --- |
| El Vuelo de Fénix | Torre de caída libre             | Caída libre desde 54 metros en tan solo 3 segundos.                                                             |
| Ayquesustus       | Torre de caída libre             | Réplica infantil del El Vuelo del Fénix de 6 metros de altura.                                                  |
| Rotundus          | Noria infantil                   | Noria infantil con vehículos con forma de pájaro. Eleva suavemente a los niños por encima de la muralla romana. |
| Inferno           | Montaña rusa de cuarta dimensión | Montaña rusa 4D modelo Zacspin realizada por Intamin.                                                           |
| Tornado           | Star flyer                       | Torre de sillas voladoras de 80 metros de altura.                                                               |

#### Espectáculos
| Espectáculo           | Tipo                   | Descripción |
| --------------------- | ---------------------- | --- |
| Cayo Bruto            | Espectáculo callejero  | El comandante Antonino Máximus y el legionario Julio Insignificantus buscan por toda Roma a un infractor de la ley. Su nombre, Cayo Bruto. Su delito, insultar gravemente al mismísimo César. A pesar de la audacia de los dos protagonistas atrapar a Bruto no será tarea fácil. |
| Ícaro                 | Espectáculo callejero  | Después de que Dédalo construyese el laberinto para el rey Minos, éste le encarceló junto a su hijo Ícaro para que nadie conociese los secretos del enrevesado lugar. Así pasaron años en los que padre e hijo planeaban cómo escapar de su cautiverio. Un día a Dédalo se le ocurrió una idea, consciente de que Minos controlaba mar y tierra decidió fabricar para él y su hijo Ícaro unas alas a base de plumas de ave, cera para pegarlas entre ellas y cualquier cosa que le pudiera servir para completarlas. Pasaron semanas en las que Ícaro recogía las plumas que se desprendían de los pájaros que sobrevolaban el patio en el que estaban recluidos. Una vez terminadas y después de un fiero enfrentamiento para burlar a la guardia del Rey, Dédalo y su hijo se lanzaron con ansias al vacío en busca de la libertad, iniciando así un viaje sin retorno con un inesperado desenlace. Espectáculo multidisciplinar en el Circus Máximus en el que participan actores, bailarinas, especialistas, acróbatas, figurantes y percusionistas. La parte técnica es de carácter multimedia en el que el video mapping y la video proyección adquieren gran protagonismo. |
| Arqueólogos           | Espectáculo itinerante | Dos arqueólogos locos circulan por el parque informando y prestando cualquier tipo de ayuda a los visitantes. No crean todo lo que les dicen porque no lo olviden: están locos. |
| Los centinelas        | Espectáculo itinerante | Dos alocados centinelas romanos custodian los accesos a la ciudad controlando a los visitantes que quieran entrar al área de Roma. Estos soldados alocados defenderán la puerta, dejaran pasar a los visitantes, pelearán entre ellos por dejar o no entrar. |
| Antonino, el vendedor | Espectáculo itinerante | Antonino siempre va acompañado de su carrito repleto de mercancía dispuesto a hacer negocio con todo aquel que se encuentre en su camino. |
| El torneo             | Espectáculo callejero  | Después de acabar con sus enemigos, el viejo caballero negro, acompañado de su alocado escudero, vuelven. Pretende seguir en su periplo por el mundo buscando contrincantes para batirse en duelo. |
| Mitic Dance           | Espectáculo callejero  | Mitic, Cuca, Baba y sus bailarines en un divertido y colorido show de baile. |
| Espartaco             | Espectáculo callejero  | Espartaco protagonizó la mayor rebelión contra el Imperio Romano en el año 73 a. C. Vive esta historia en primera persona en este espectáculo en el que se recrea el momento en el que Espartaco, acompañado de otros esclavos, se enfrentó a Roma. |

## Iberia Park
Terra Mítica contaba en su origen con 5 zonas temáticas: "Egipto", "Grecia", "Roma", "Iberia" y "Las Islas". En 2013 quedó reducido a 3 zonas, ya que el grupo Aqualandia España S.A., en aquel momento propietario del parque, adoptó la decisión de eliminar del parque las zonas de "Iberia" y "Las Islas" para crear con ellas una zona de ocio llamada "Iberia Park", al margen de Terra Mítica. Esta zona de ocio fue de acceso libre al público y contaba con las mismas atracciones, espectáculos, tiendas y restaurantes que tenían cuando las dos zonas pertenecían a Terra Mítica, con la diferencia de que las atracciones eran de pago por uso; el cliente pagaba un precio "simbólico" cada vez que quería hacer uso de una atracción o espectáculo. En el año 2014 Iberia Park pasó a tener un precio de entrada y atracciones gratuitas. En 2022, el parque volvió a ser reunificado en las 5 zonas.[cita requerida]

### Iberia
El área cuenta con 78.394 m² y representa un pueblo valenciano de los siglos XVI-XVII con las típicas casas blancas que se entremezclan con el agua y la luz del sol. Consta de varias atracciones familiares e infantiles, varios puntos de restauración y complementa la oferta con Barbarroja, un espectáculo lleno de efectos especiales, acrobacias y sobre el que destaca su historia de amor.

#### Atracciones
| Atracción  | Tipo                         | Descripción |
| ---------- | ---------------------------- | --- |
| Infinito   | Intamin gyro tower           | Torre de observación de 100 metros de altura. En esta atracción podrás disfrutar de las mejores vistas al Mediterráneo y al parque. |
| Arietes    | Coches de choque             | ¡Cabras y jabalís! Atención porque hoy empieza la temporada de caza en el pueblo y nadie quiere perdérsela. Monta en uno de los vehículos y “caza” a tus amigos dándoles un pequeño golpe, ¡pero cuidado, a ti también te pueden cazar!. |
| Las Termas | Área acuática                | Zona de baño con jacuzzis, fuentes y piscinas tematizada en ruinas íberas. |
| Jabatos    | Coches de choque infantiles  | Reproducción de Arietes para los más pequeños. |
| Clepsidra  | Minitazas de té rotatorias   | Las tazas de té en las que los niños se divertiran golpeando los balones del techo y girando sin parar. |
| Tentaculus | Atracción giratoria infantil | Los niños giraran mientras giran sobre sí mismos y suben y bajan. |

#### Espectáculos
| Espectáculo                           | Tipo | Descripción |
| ------------------------------------- | ---- | ----------- |
| actualmente no hay ningún espectáculo |      |             |

### Las Islas
Esta zona representa las islas del mar Egeo, donde sucedieron las míticas historias de Ulises y Jasón. "Las Islas" ocupa una superficie de 42.164 m², rodeada de agua y abundante vegetación.
| Atracción            | Tipo       | Descripción |
| -------------------- | ---------- | --- |
| Los Rápidos de Argos | Rápidos    | Paseo acuático a bordo de barcas de rápidos por aguas muy turbulentas para encontrar el vellocino de oro.                    |
| Mithos               | Carrusel   | Tiovivo con seres mitológicos.                                                                                               |
| La Cólera de Akiles  | Super Nova | Un barco griego sube, baja, gira y se balancea a toda velocidad.                                                             |
| Arde Troya           |            | Un viaje andando en el que nos cuentan la historia de Troya cunado fue conquistada por los micenicos estos mataron a Aquiles |

#### Espectáculos
| Espectáculo | Tipo                         | Descripción |
| ----------- | ---------------------------- | --- |
| Númen       | Espectáculo multidisciplinar | Realizado el auditorio del área, este espectáculo es único, nos presenta a las musas, seres míticos que nos muestran sus habilidades mediante números de circo combinados con efectos lumínicos. |

## Atracciones extintas

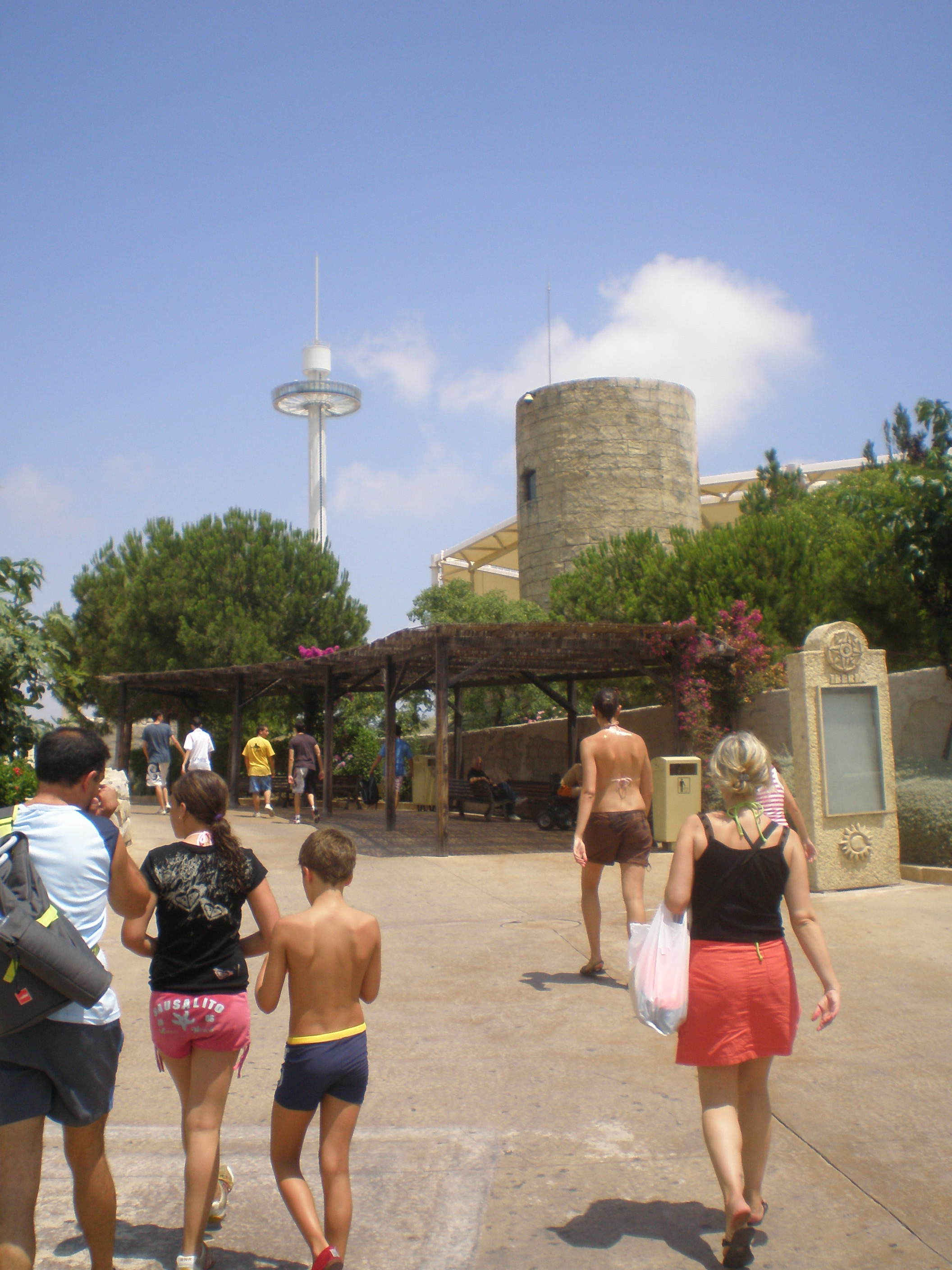
El área de Iberia, con la torre "Infinnito" al fondo, una de las novedades del 2007.

### Egipto
- El Misterio de Keops (2000-2004)

Atracción de recorrido en el interior de la Pirámide de Keops.

### Iberia
- Tren Bravo (2000-2007)

Montaña rusa powered (el movimiento se conseguía a través de ruedas neumáticas, prescindiendo así de la típica cadena o lift) que contaba con dos recorridos no paralelos y que en algún momento tenían efecto de choque. Fue desmantelada a mediados de 2007 con motivo de la apertura de las atracciones Infinito e Inferno, aparte de por su alto coste energético.
La tematización de la atracción ha sido durante mucho tiempo aplaudida por los expertos de parques temáticos, por su gran detalle y sus acabados parecidos al mundo real. Durante las colas se podía apreciar una barraca auténtica valenciana con sus accesorios de menaje, una tienda inspirada en un palomar castellano, o toda una estructura de canales y techados que emulaban una huerta levantina. 
La atracción poseía dos vías distintas una de las cuales sigue en los almacenes del parque. Los recorridos de ambos trenes circulaban de manera opuesta, llegando a crear intensos momentos de choque entre los viajeros.
Tras muchos año cerrada se reutilizaron las colas de la atracción para el pasaje del terror “Toxicum” que se celebró el 31 de octubre de 2019 reavivando así los recuerdos de muchos seguidores y visitantes del parque.

### Las Islas
- Las Sorpresas de los Dioses (2000-2003)

Cine multimedia que contaba con animatrónicos, efectos especiales, láseres...

### Roma
- Magnus Colossus (2000-2015)

Montaña rusa de madera, insignia del parque hasta su cierre por gastos de mantenimiento. El cierre no se sabe si es permanente, ya que la estructura permanece intacta, sin embargo; las esperanzas de reapertura son escasas dado el deterioro de la madera que compone los pilares y vías.
Según fuentes internas[cita requerida], la montaña rusa cerró porque sus vías no estaban preparadas para los viajes diarios que se sucedían en la atracción, llegando a ocasionar moratones y vibraciones a muchos de los pasajeros. Parece ser que el parque todas las mañanas debía echar agua por toda la superficie de las vías llegando a ser una situación molesta e inconcebible.

## Galería de fotos

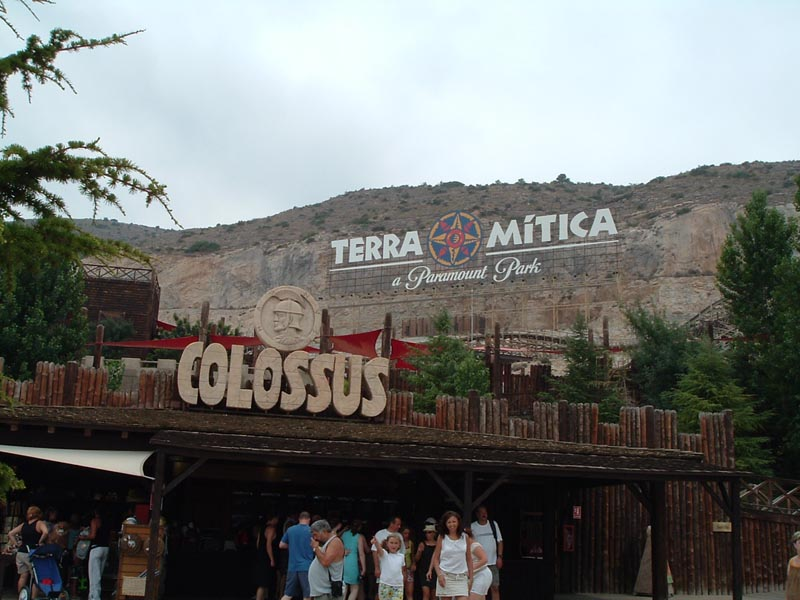
Entrada a la atracción "Magnus Colossus". Al fondo el antiguo logotipo del parque.
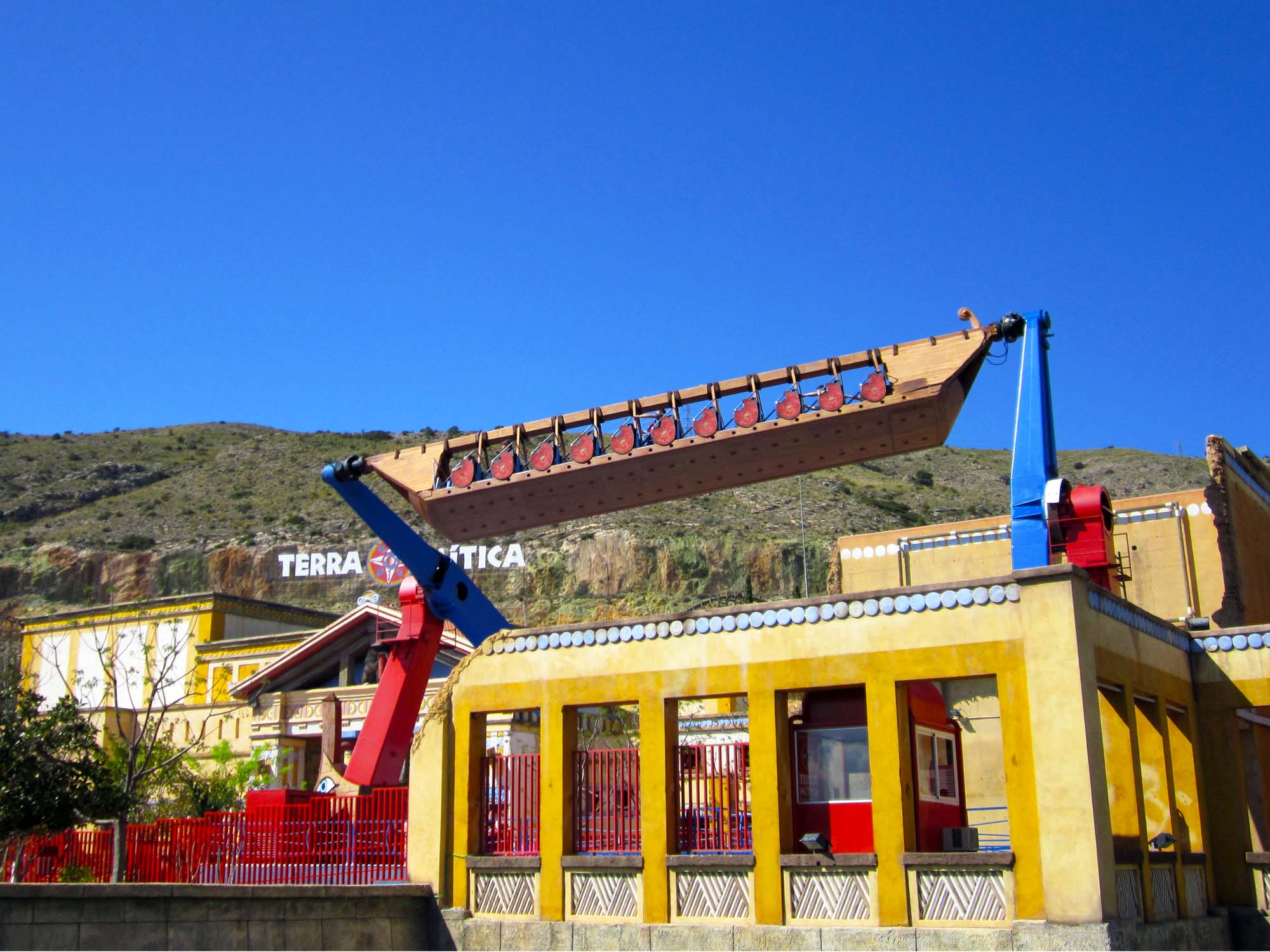
Atracción "La Cólera de Akiles" situada en la área "Las Islas"
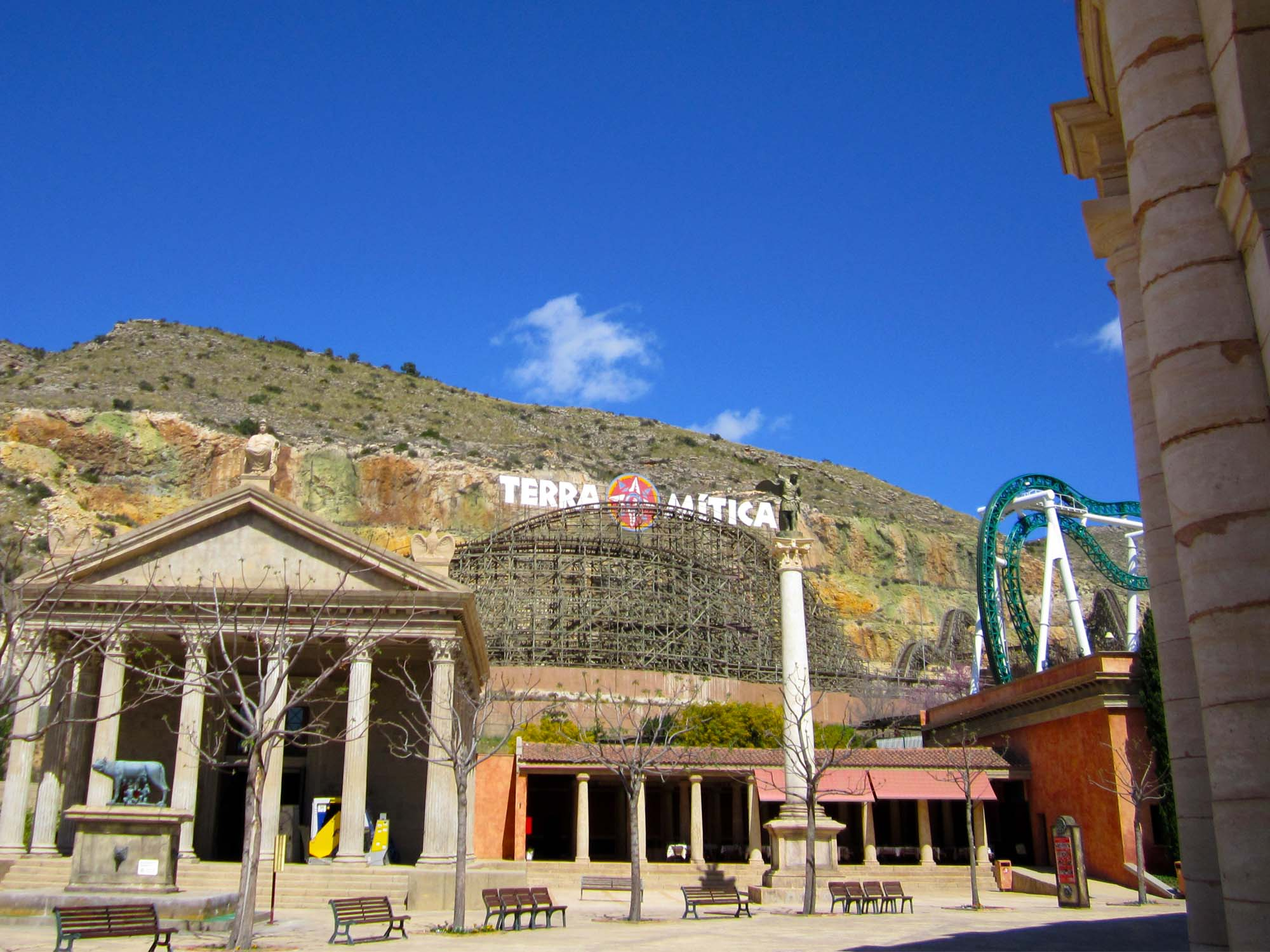
Vista de "Roma" desde el exterior del "Circus Maximus"
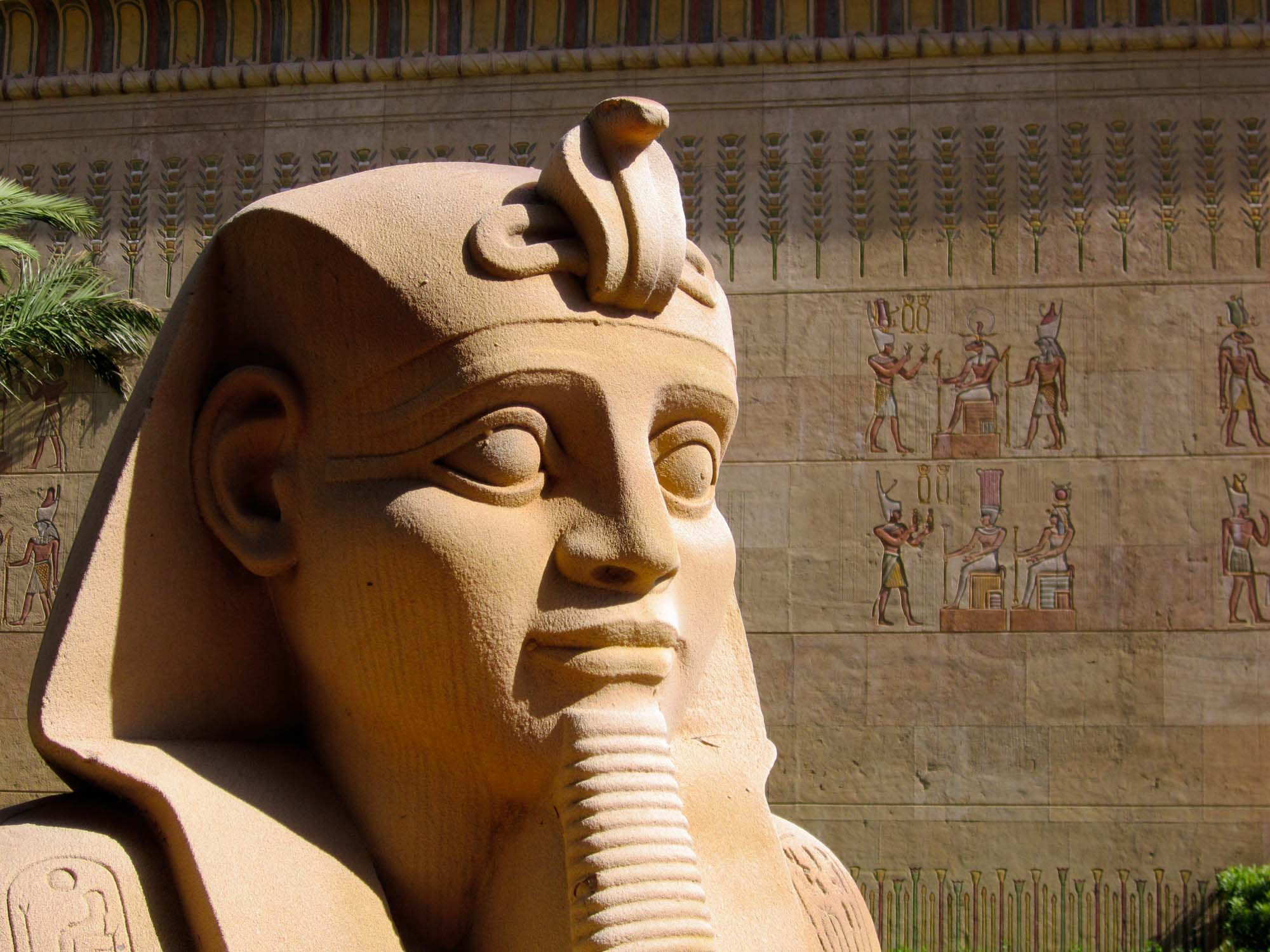
Detalle de una esfinge en la entrada de la "Pirámide de Keops" en el área de "Egipto"
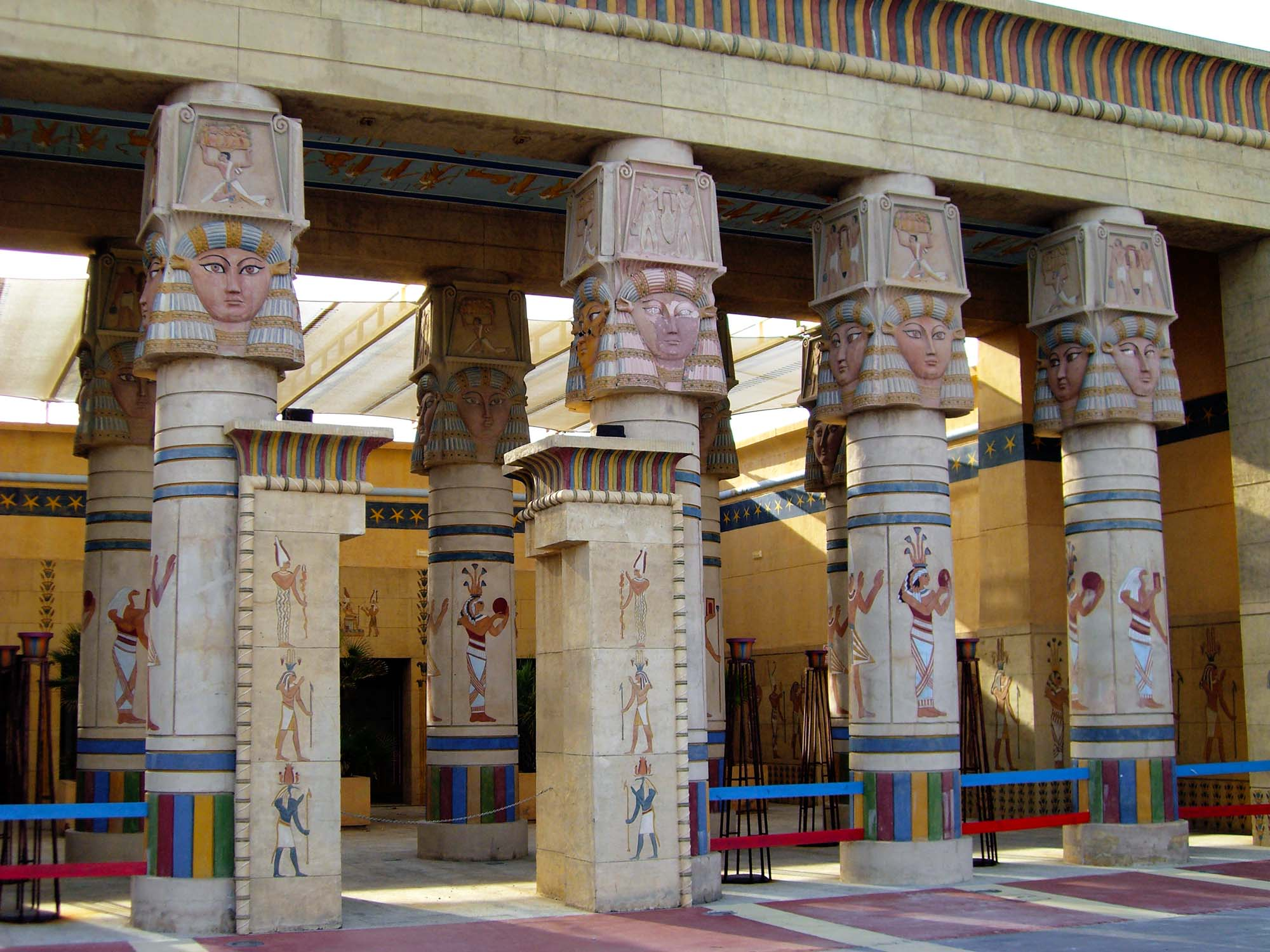
Decoración en columnas de un restaurante de "Egipto" en Terra Mítica
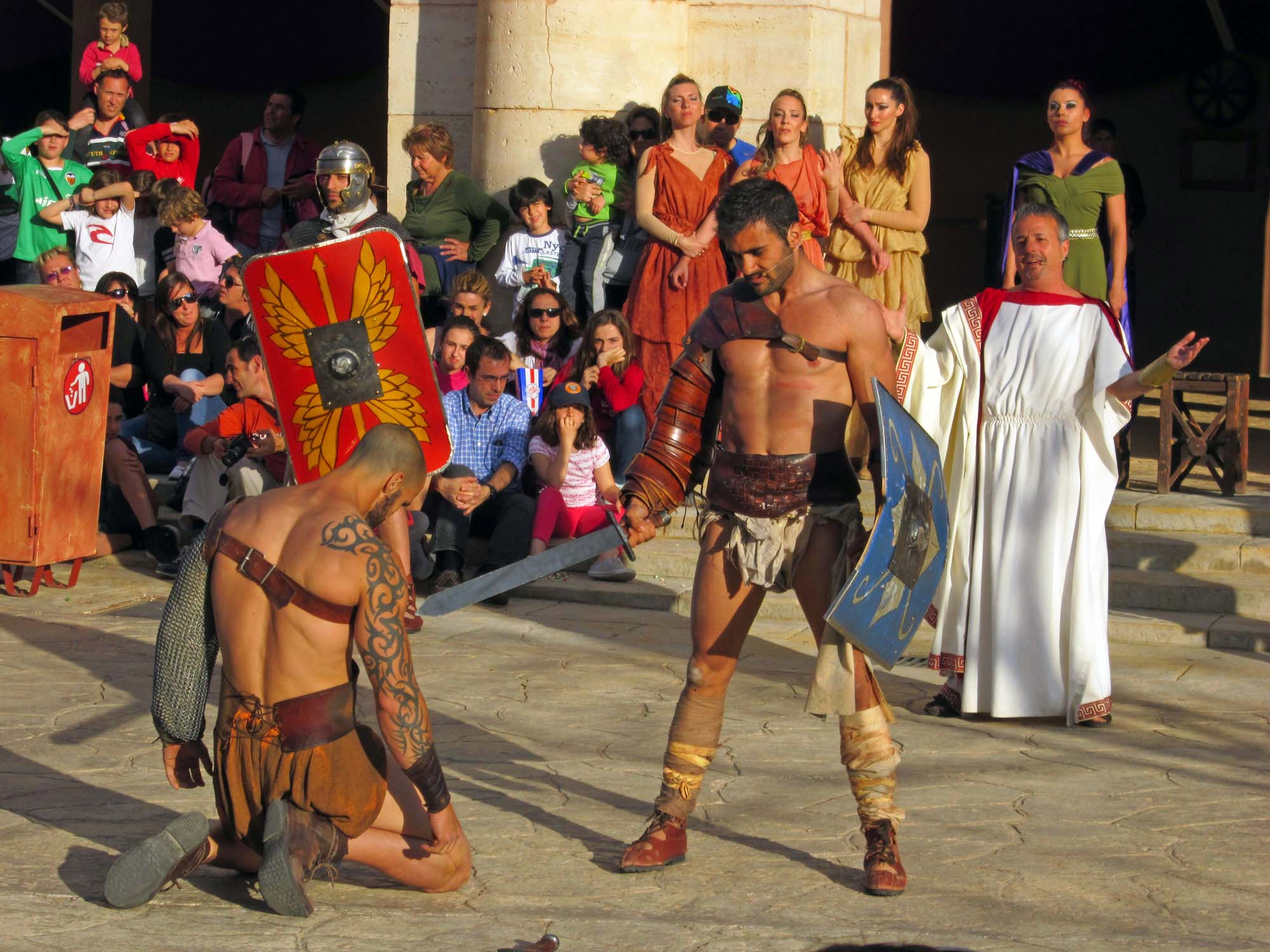
Espectáculo callejero "Espartaco" en la zona de "Roma"
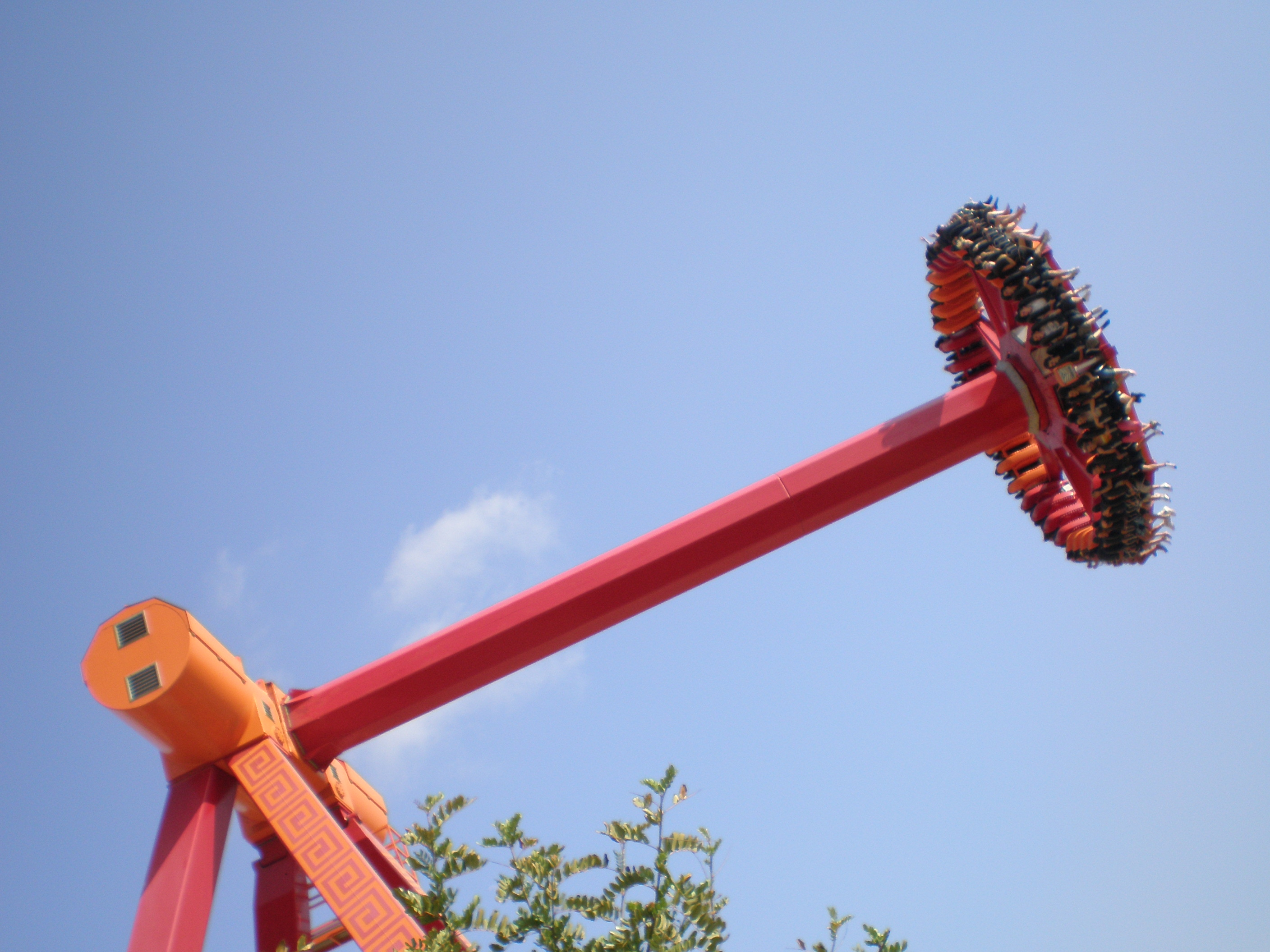
"Synkope" atracción destacada en la zona de "Grecia"
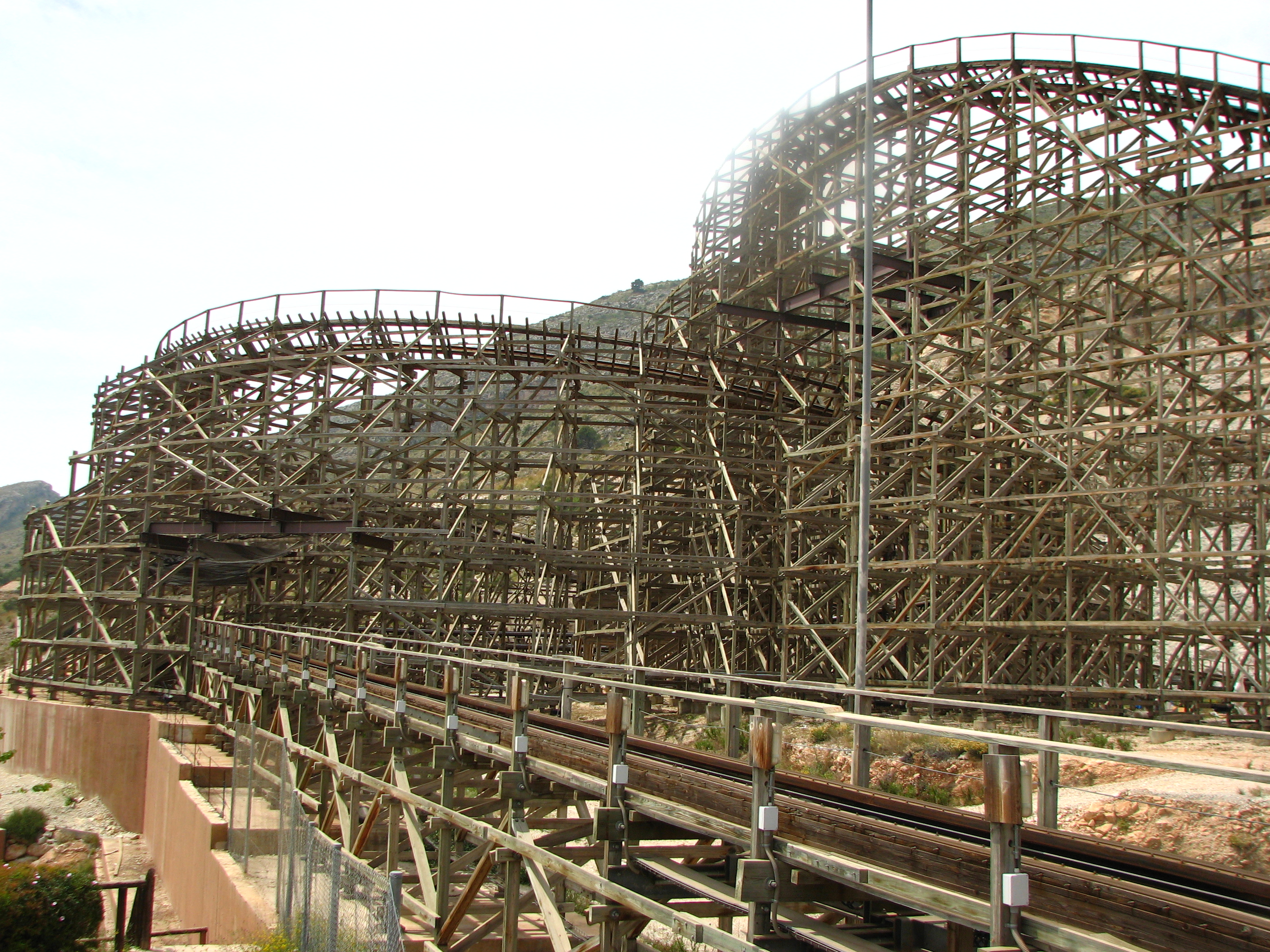
Estructura de "Magnus Colossus"
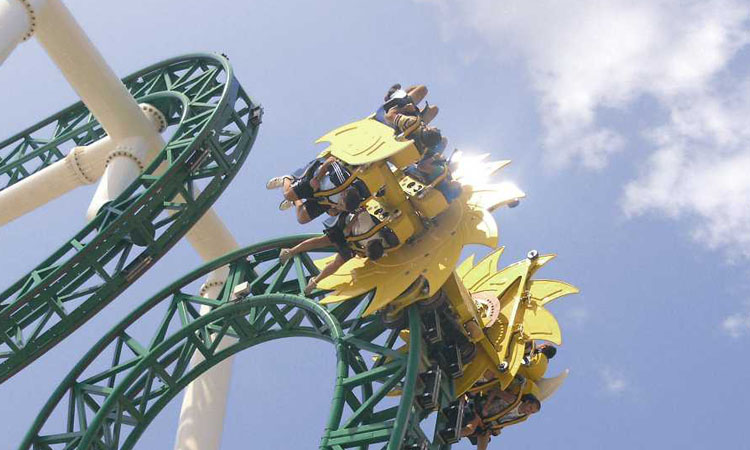
Montaña rusa "Inferno", situada en el área de "Roma"

### Atracciones de Terra Mítica
- Inferno
- Magnus Colossus
- Titánide
- [Cataratas de Nilo]